# Gorgone rubripalpis
Gorgone rubripalpis là một loài bướm đêm trong họ Noctuidae.